# Angelique (André van Duin)
Angelique is een single van André van Duin. Het is afkomstig van zijn album André van Duin.
Angelique is een cover van Fair Swiss maiden, geschreven door Roger Miller, Het lied is waarschijnlijk bekender onder de titel The Swiss maid gezongen door Del Shannon in 1962. Van Duin had al eerder een nummer van Miller Nederlandstalig ingezongen (Chug-a-lug werd Hassebas)). Angelique is net als het origineel in Zwitserland geplaatst. De B-kant Wonderkind was eveneens een cover, ditmaal van Further more van Ray Stevens uit 1962. Daarbij is er enige gelijkenis met de Minutenwals van Jasperina de Jong; er moet in relatief korte tijd veel tekst gezongen worden. Beide liedjes op Van Duins single werden van een Nederlandse tekst voorzien door Johnny Austerlitz, zijnde Herman Pieter de Boer.

## Hitnotering
Angelique werd Van Duins eerste hit.

### Nederlandse Top 40
| Positie: | 33 | 24 | 20 | 16 | 17 | 19 | 16 | 15 | 20 | 23 | 25 | 26 | 32 | 34 | uit |

### NederlandseDaverende 30
| Positie: | 27 | - | - | 20 | 15 | 13 | 18 | 19 | 16 | 20 | 28 | uit |